# M (бондиана)
M — персонаж книг и фильмов о Джеймсе Бонде, глава британской секретной службы МИ-6. Псевдоним «M» придумал Ян Флеминг, он взял первую букву имени реально существовавшего главы Секретной Службы Её Величества Мэнсфилда Смита-Камминга. М появляется во всех фильмах о Джеймсе Бонде, за исключением «Только для ваших глаз». Он даёт задания агенту 007 Джеймсу Бонду. В штаб-квартире МИ-6 в Лондоне у М есть личный кабинет, в приёмной которого сидит его секретарша — мисс Манипенни.
Личность М время от времени меняется, им может быть как мужчина, так и женщина. Имена М засекречены. Несмотря на это, в книге «Человек с золотым пистолетом» Бонд называет полное имя М: сэр Майлз Мессерви, а в фильме «007. Координаты: „Скайфолл“» глава Объединённого разведывательного комитета Гарет Мэллори становится «М».

## Актёры, игравшие M

### Бернард Ли(1962—1979)
Первое воплощение М в серии фильмов. Большинство критиков сходятся во мнении, что его версия близка к книжной. Как и в книжном оригинале, его имя Майлз Мэссерви.
На счету актёра 11 фильмов:
- «Доктор Но»
- «Из России с любовью»
- «Голдфингер»
- «Шаровая молния»
- «Живёшь только дважды»
- «На секретной службе Её Величества»
- «Бриллианты навсегда»
- «Живи и дай умереть»
- «Человек с золотым пистолетом»
- «Шпион, который меня любил»
- «Лунный гонщик»

«Только для ваших глаз» — единственный фильм о Бонде, где М отсутствует. Игравший его Бернард Ли умер от рака, и авторы картины решили не нанимать нового актёра до следующей серии, а все его реплики были переданы Биллу Таннеру и министру обороны.

### Роберт Браун(1983—1989)
Впервые снялся во франшизе в фильме «Шпион, который меня любил» (1977), где исполнил роль Генерала Харгрейвза. Роль М он сыграл в четырёх фильмах:
- «Осьминожка»
- «Вид на убийство»
- «Искры из глаз»
- «Лицензия на убийство»

Версия Брауна считается несколько более мягкой, чем версия Ли.

### Джуди Денч(1995—2012)
Единственная женщина — «М». В реальной жизни женщина стала главой MI5 в 1992 году — Стелла Римингтон. В 1996 году она покинула этот пост и начала писать романы о шпионах.
Версия Денч изначально испытывает определённую неприязнь к Бонду, воспринимая его как старомодного сексиста и любителя насилия. Однако позднее она проникается к нему сильным уважением, начинает воспринимать его как лучшего агента британской разведки.
В конце фильма «007: Координаты «Скайфолл»» М погибает.  
На счету Денч 8 фильмов:
- «Золотой глаз»
- «Завтра не умрёт никогда»
- «И целого мира мало»
- «Умри, но не сейчас»
- «Казино „Рояль“»
- «Квант милосердия»
- «007: Координаты «Скайфолл»»
- «007: Спектр» (видеосообщение, в титрах не указана)

### Рэйф Файнс(2012 — настоящее время)
Подполковник Гарет Мэллори сменил свою предшественницу в конце фильма «Скайфолл». Изначально представленный как глава Объединённого разведывательного комитета, по характеру он во многом похож на самого первого М.
На счету Файнса на данный момент три фильма:
- «007. Координаты: „Скайфолл“»
- «007: Спектр»
- «Не время умирать»